# Дужий, Николай Афанасьевич
Николай Афанасьевич Дужий (псевдоним «Выровой», «Мирон», «Мирон Каровский»; 13 декабря 1901, с. Каров, Русско-равский уезд, Королевство Галиции и Лодомерии — 18 мая 1955, Львов) — подхорунжий УГА, секретарь Главной Управы общества «Просвита», секретарь президиума УГОС, и. о. Председателя Президиума УГОС (12.09.1944 — 4.06.1945).
Рыцарь Бронзового Креста Заслуги.
Старший сын семьи Дужих: брат Петра Дужего — деятеля ОУН и Ивана Дужего.

## Детские и юношеские годы. Боевое крещение вУГА
Родился 13 декабря 1901 года в селе Каров, на тот момент Рава-Русский уезд Королевства Галиции и Лодомерии Австро-Венгерской империи. Был старшим сыном в семье Дужих. После окончания начальной школы учился в гимназии. В семнадцать лет (1918) вступил в Украинскую Галицкую Армию, где дослужился до звания подхорунжего. Воевал в Галичине и Правобережной Украине. Был в «четырехугольнике смерти», перенес тиф.
После ухода УГА от Петлюры и перехода её в Красную Армию был командиром роты Красной Украинской Галицкой Армии. При отрыве УГА от Красной Армии и возвращении её в Галичину кавалерийское подразделение под командованием Котовского преградило им дорогу, но было разбито ротой Николая Дужего.
В 1921 году поступил на исторический факультет Львовского тайного украинского университета, который окончил в 1924 году. В этом же году его забрали в польскую армию. Здесь он окончил школу подхорунжих и в 1926 году стал командиром роты Польского войска. Перед демобилизацией из срочной службы отказался идти на учёбу во Французскую военную академию. Демобилизовавшись поступил во Львовский государственный университет. Закончил университетское обучение в 1932 году, получив звание магистра философии.

## Деятельность в «Просвите»
С 1926 года член УВО. В 1931 году редактор журнала «Студенческий путь». Тогда же в 1931 году (ещё при Галущинском) вошёл в состав Главного отдела общества «Просвита». А в следующем году, после окончания университета, был избран секретарем Главной Управы общества «Просвита» и работал на этой должности до 1939 года. Всё время был в близких отношениях с главными националистическими деятелями и проводил в обществе «Просвита» курс воспитания кадров в националистическом духе.
Работая за небольшую плату секретарем Главной Управы «Просвиты», он одновременно на общественных началах, был редактором календарей «Просвиты».

## Деятельность вУЦК,ОУН,УПАиУГОС
После оккупации Западной Украины большевиками в октябре 1939 года перешёл границу и поселился в Кракове. Там он занимал пост руководителя культурного труда в Украинском Центральном Комитете. В 1941 году стал членом ОУН. Далее работал в УЦК во Львове до 1944 года.
В этот период вместе с другими военными специалистами — членами ОУН разрабатывал концепцию военных отделов. Был членом делегации Совета иностранных связей на переговорах с румынами и венграми. 11-15 июля 1944 года был участником и секретарем Первого Собрания Украинского Главного Освободительного Совета. Там же избран секретарем Президиума УГОС.
Категорически отказался выезжать за границу. Ушел в подполье и работал в Главном штабе УПА. Редактор журнала «Повстанец» и других военно-политических изданий Главного военного штаба УПА, в том числе боевого устава пехоты УПА. После ареста Председателя Президиума УГОС Кирилла Осьмака (12 сентября 1944 года) исполнял его обязанности, как единственный в то время член Президиума УГОС в Украине. 15 апреля 1945 года ему присвоено звание сотника УПА.

## Плен и лагеря
Загазованный в тайнике, 4 июня 1945 попал в плен НКВД. Во время следствия не признался о своем членстве в УГОС. Осуждён 4 февраля 1946 года военным трибуналом Киевской области к смертной казни, которая была заменена военной коллегией Верховного суда СССР на 20 лет каторги, а 15 февраля 1955 года помощник военного прокурора Киевского военного округа заменил казнь на 10 лет лагерей.

### ВоспоминанияРомана Шухевичао Николае Дужем
«Впоследствии в кругу друзей, уже будучи главным командиром УПА, Роман Шухевич вспоминал, что еще учеником в гимназии он прошел свою первую военную подготовку под руководством подстаршины Украинской Галицкой Армии Николая Дужего, с которым с тех пор был в ближайших дружеских отношениях. Командир ценил Николая Дужего, который не выехал в 1944 году за границу, а остался в подполье работником Главного Штаба УПА и главным редактором инициированного Романом Шухевичем журнала „Повстанец“ и соредактором всех центральных националистических изданий, в том числе военных пособий.»

### 12 дней свободы
В мае 1955 года освобождён по состоянию здоровья из заключения, вернулся во Львов, где и умер, прожив «свободным» 12 дней. Похоронен на Лычаковском кладбище. По ходатайству Марии Дужей (жены брата Петра Дужего) и Львовского областного общества политических заключенных в 2000 году Николая Дужего перезахоронили на поле почетных захоронений № 67 Лычаковского кладбища вблизи захоронения Петра Дужего, рядом с могилой Михаила Сороки и Екатерины Зарицкой.

## Память
14.10.2017 г. от имени Координационного совета по памяти награжденных Рыцарей ОУН и УПА во Львове Бронзовый крест заслуги УПА (№ 012) передан Мирославе Дужей-Задорожней и Ларисе Дужей-Иванцив, племянницам Николая Дужего — «Вырового».

## Награды
Согласно Приказу Главного военного штаба УПА ч. 1/45 от 25.04.1945 г. поручик УПА Николай Дужий — «Выровой» награждён Бронзовым крестом заслуги УПА.
1. Дужий П. Генерал Тарас Чупринка (Нариси про Романа Шухевича — Головного командира УПА. — Львів, 1997. — С. 8—9.)